# 테리 매콜리프
테리 매콜리프(Terence McAuliffe, 1957년 2월 9일 ~ )은 미국의 정치인으로 제72대 버지니아주 주지사이다.

## 학력
- ~ 1979 미국 가톨릭 대학교 정치학 학사
- ~ 1984 조지타운 대학교 로스쿨 J.D.

## 경력
- 1980 ~ 1981 미국 민주당 전국위원회 부국장, 재무위원
- 1985 ~ 1987 미국 민주당 하원선거위원회 재무위원
- 2001.02 ~ 2005.02 미국 민주당 전국위원회 위원장
- 2014.01 ~ 2018.01 제72대 버지니아주 주지사
- 2015.07 ~ 2016.07 전국 주지사 연합 부의장
- 2016.07 ~ 2017.07 전국 주지사 연합 의장

## 역대 선거 결과
| 선거명      | 직책명          | 대수 | 정당   | 득표율 | 득표수      | 결과 | 당락                 |
| ----------- | --------------- | ---- | ------ | ------ | ----------- | ---- | -------------------- |
| 2013년 선거 | 버지니아 주지사 | 72대 | 민주당 | 47.75% | 1,069,789표 | 1위  | 버지니아 주지사 당선 |
| 2021년 선거 | 버지니아 주지사 | 74대 | 민주당 | 48.64% | 1,599,470표 | 2위  | 낙선                 |

## 참고 자료
- 공식 블로그
- 테리 매콜리프 - X
- 테리 매콜리프 - 페이스북